# Bīd Sorkh
Bīd Sorkh (persiska: بید سرخ) är en ort i Iran.   Den ligger i provinsen Kermanshah, i den nordvästra delen av landet, 400 km väster om huvudstaden Teheran. Bīd Sorkh ligger 1 468 meter över havet och antalet invånare är 757.
Terrängen runt Bīd Sorkh är kuperad. Runt Bīd Sorkh är det ganska tätbefolkat, med 116 invånare per kvadratkilometer. Närmaste större samhälle är Şaḩneh, 7,7 km nordväst om Bīd Sorkh. Trakten runt Bīd Sorkh består i huvudsak av gräsmarker.